# Étang de Biguglia
Pour les articles homonymes, voir Biguglia (homonymie).
L'étang de Biguglia (ou stagnu di Chjurlinu) est une lagune corse située au sud de Bastia, sur le fleuve Bevinco.

## Géographie
L'étang de Biguglia est le plus vaste étang côtier de l'île. Il s'étend sur 1 450 ha, avec une longueur de 11 km du nord au sud pour une largeur maximale de 2,5 km. Sa profondeur moyenne est de 1 m.

Il occupe la majeure partie de la plaine de la Marana, longeant un cordon littoral (lido de la Marana) de moins d'un kilomètre de large qui le sépare de la mer Tyrrhénienne. Du sud au nord, l'étang se trouve sur les communes de Lucciana, Borgo, Biguglia et Furiani où il est relié à la mer Tyrrhénienne par un étroit chenal d'environ 1,5 km, le grau. Au sud, deux fossés le relient au Golo.
Il est subdivisé en deux bassins séparés par la presqu'île de San Damiano. La partie septentrionale appartient à Furiani (grau, fortin de Biguglia jusqu'à Tombulu Biancu), et à la commune de Biguglia. Le bassin méridional appartient à Borgo. L'extrême sud de l'étang avec les deux fossés le reliant au Golo appartient à Lucciana.
Le bassin versant de l'étang est situé sur une zone de schistes lustrés et d'alluvions anciennes. Il est alimenté par cinq cours d'eau : la rivière Bevinco, le fossé de Borgogna, le ruisseau de Pietre Turchine, le ruisseau de Rasignani et le ruisseau de Mormorana.
L'étang lui-même est d'origine lagunaire : il est apparu par remaniement marin des alluvions du Golo ; ses pourtours sont constitués d'alluvions récentes, à l'exception de l'île San Damianu, tache d'alluvions anciennes, et du lido de la Marana, constitué de sables.

## Toponymie
A l'époque génoise, l'étang de Biguglia était  dénommé étang de Chiurlino (Chjurlinu). Ce toponyme est encore aujourd'hui largement usité.

## Histoire
L'étang de Biguglia a été occupé dès l'Antiquité par les Romains, puis par les Pisans, enfin par les Génois.
Jusqu'a la fin du Moyen age, des bateaux pouvaitent y naviguer, d'ou le choix de Biguglia par les génois comme siège de leur gouverneur en Corse dans leur lutte contre l'influence de la Couronne d'Aragon. Cela s'arreta avec l'ensablement progressif de l'étang, poussant Gênes a privilégier Bastia.
Un document cartographique laisse distinguer trois îles dans l’étang du Chjurlinu (ou de Biguglia): Ischia Nova, Ischia Vechja et San Damianu.
Le fortin de Biguglia situé au nord de l'étang, témoigne des fortes activités d'autrefois. Cette ancienne place forte qui faisait partie d'un dispositif mis en place par les Génois pour la défense de Bastia au XVIe siècle, attaquée par onze galères du duc François de Guise, mille hommes, et plus d’autres renforts, a été détruite lors de la bataille d'Ischia Nova en 1558. Le Génois Ravaschiero Ettore qui en commandait la garnison, s'était rendu aux Français.
Ce patrimoine historique est devenu aujourd'hui l'écomusée de la Réserve naturelle de l'Étang de Biguglia, un écomusée de la pêche et de la migration animale inauguré le 11 juin 2011.

## Importance écologique

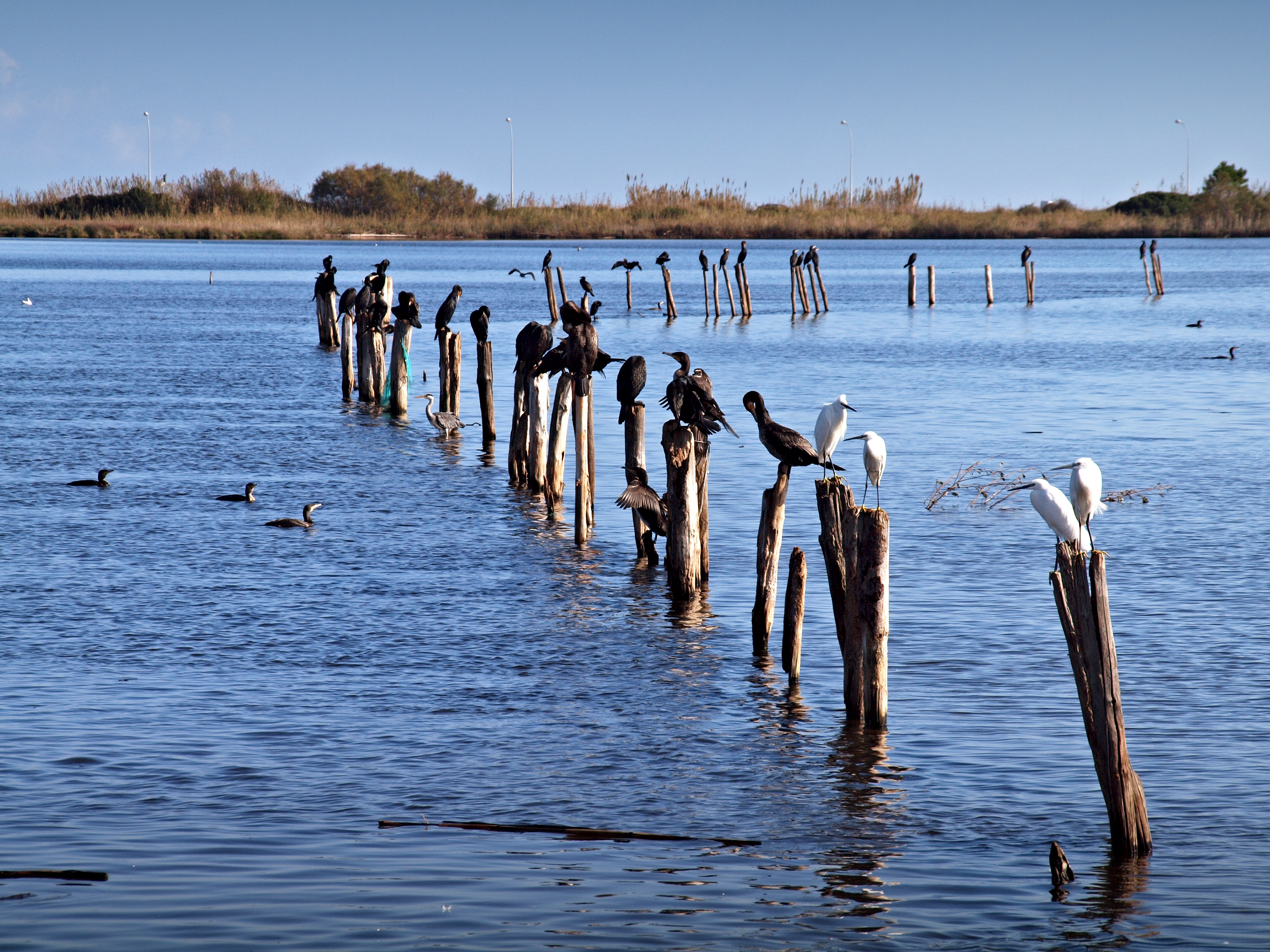
Aigrette garzette et grands cormorans sur la bordigue

Du fait de sa vaste étendue, l'étang de Biguglia prend un intérêt écologique exceptionnel sur tout le bassin méditerranéen pour la faune et la flore aquatique ainsi que pour les oiseaux.
L'étang de Biguglia a été reconnu site Ramsar le 8 avril 1991.
La lagune est située dans deux sites Natura 2000 : une Zone de Protection Spéciale (code FR9410101) et un Site d'Importance Communautaire (code FR9400571).

### La pêche
L'étang dont l'eau est saumâtre, a été exploité pour les nombreuses espèces de poissons (mulets, anguilles, loups, dorades, etc.), coquillages (palourdes, coques) et crustacés (crabes) qui le fréquentent.
La liaison avec la mer est maintenue de façon permanente en vue afin d'assurer la migration saisonnière des poissons ainsi que la productivité de l’alevinage naturel.
Avant que le département de la Haute-Corse ne l'acquière en 1988, l'étang était exploité par deux familles de pêcheurs professionnels qui se partageaient les bassins. Depuis, seule la pêche professionnelle est autorisée avec une fermeture périodique de l'étang. Elle reste une activité importante sur l'île aux pêcheurs.
Jusqu'au siècle dernier, la pêche pratiquée était de type ancestral, par piégeage des poissons en migration. Des bordigues, palissades en pieux d'aulne glutineux, étaient construits de part et d'autre du fortin, barrant le plan d'eau.

De nos jours, l'ancienne bordigue a été abandonnée pour un nouveau barrage piscicole implanté en amont de l'ancienne bordigue et constitué de petits piquets sur lesquels reposent des filets calés en alignement. Implanté de mai à février, ce dispositif permet la capture des poissons à taille marchande. S'il permet l'entrée des alevins à l'intérieur de l'étang, il empêche leur fuite vers la mer.
Deux méthodes sont employées :

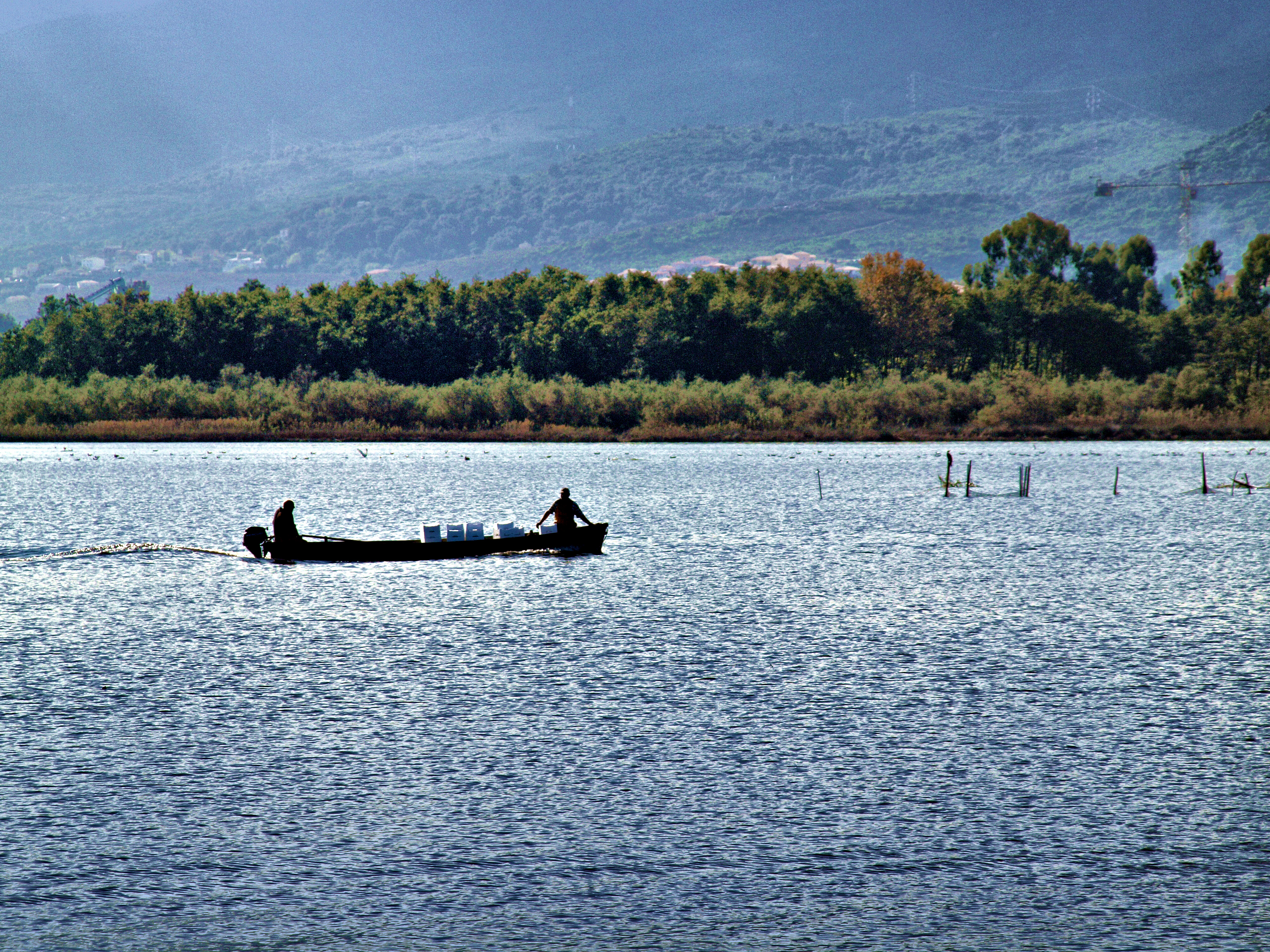
Pêcheurs sur l'étang

- la pêche au verveux : il s'agit de filets faisant barrage et conduisant les poissons dans une nasse.
- la pêche au filet. Elle se décline en deux modes : le mode passif  qui consiste à mettre en place un filet trémail pouvant atteindre 500 m pour piéger les poissons qui essaient de franchir ou de contourner l'obstacle, et le mode actif dont la technique consiste à caler un filet en cercle, la volte, à grande vitesse lorsqu'un banc de poissons est repéré.

Les pieux d'aulne glutineux de l'ancienne bordigue sont prisés par l'avifaune pour leurs activités de confort : repos, toilettage, affût pour la chasse ou encore comme lieu de dépeçage de proies.

### La chasse
Des règles précises de sauvegarde de ce site fragile comportent de nombreuses interdictions. La surveillance de leur application est assurée par des agents départementaux assermentés. Toutefois, l'activité de la chasse, en période d'ouverture, est autorisée seulement sur la rive ouest de l'étang, entre la station de pompage et l'embouchure sur la mer. Elle est interdite partout ailleurs, sur la totalité du plan d'eau, sur la presqu'île San Damiano et sur l'île du Fortin.

#### La travata
A travata : est une battue sur l'étang de Biguglia, sur les foulques macroules (Battuta à e folaghe chì hà locu una volta l'annu à u stagnu di Biguglia), telle est la définition donnée par INFCOR, la base de données de la langue corse sur le net.
Ces battues semblent avoir été organisées à la fin de la Seconde Guerre mondiale, quand la pénurie alimentaire était forte pour les citadins. Elles consistaient à abattre des oiseaux posés sur le plan d'eau en les approchant à bord de « plates », embarcations à fond plat utilisées pour la pêche sur l'étang, conduites par des pêcheurs et à bord desquelles se trouvaient deux ou trois chasseurs. Il est venu le temps des moteurs hors-bord qui ont supprimé la navigation à rames et ont rendu l'approche du gibier plus rapide. Du fond des deux bassins composant l'étang, la battue démarrait « en ligne ».
La travata est bien vite devenue une chasse traditionnelle, organisée à l'approche de Noël pour fournir aux Bastiais un mets qu'ils ont appris à cuisiner et à apprécier : le civet de macreuses aux olives, servi avec des lasagnes.
Cette pratique aujourd'hui interdite et disparue, se faisait sur autorisation préfectorale. Elle a vu sa fin en 1979 (ou 1980 ?). Elle rassemblait non seulement les barques plates des professionnels, mais aussi de petits canots à moteur de particuliers. Les oiseaux par milliers, foulques, milouins et morillons essentiellement, prenaient leur envol à l'approche des embarcations pour fuir les plombs et s'éloigner en mer. Tout le long du lido un cordon de chasseurs, venus de toute part, les attendaient.